# Alamis plumipes
Alamis plumipes là một loài bướm đêm trong họ Noctuidae.